# Pterolophia varipennis
Pterolophia varipennis är en skalbaggsart som först beskrevs av Thomson 1865.  Pterolophia varipennis ingår i släktet Pterolophia och familjen långhorningar. Inga underarter finns listade i Catalogue of Life.